# John Glen (filmowiec)
John Glen (ur. 15 maja 1932 w Sunbury-on-Thames) – brytyjski reżyser i montażysta filmowy. Po raz pierwszy pracował jako asystent reżysera na planie filmu o Jamesie Bondzie W tajnej służbie Jej Królewskiej Mości (1969).
Największą popularność zdobył dzięki wyreżyserowaniu pięciu filmów z serii o Jamesie Bondzie: Tylko dla twoich oczu (1981), Ośmiorniczka (1983), Zabójczy widok (1985), W obliczu śmierci (1987) i Licencja na zabijanie (1989).

## Filmografia
| Rok  | Tytuł                                  | Reżyser | Montażysta | Drugi reżyser |
| ---- | -------------------------------------- | ------- | ---------- | ------------- |
| 1969 | Baby Love                              |         | T          |               |
| 1969 | Włoska robota                          |         |            | T             |
| 1969 | W tajnej służbie Jej Królewskiej Mości |         | T          |               |
| 1971 | Prywatna wojna Murphy’ego              |         | T          | T             |
| 1971 | Aresztuję cię, przyjacielu             |         |            | T             |
| 1974 | Złoto                                  |         | T          | T             |
| 1975 | Honor pułku                            |         | T          |               |
| 1977 | Szpieg, który mnie kochał              |         | T          | T             |
| 1978 | Dzikie gęsi                            |         | T          | T             |
| 1978 | Superman                               |         |            | T             |
| 1979 | Moonraker                              |         | T          | T             |
| 1980 | Wilki morskie                          |         | T          |               |
| 1981 | Tylko dla twoich oczu                  | T       |            |               |
| 1983 | Ośmiorniczka                           | T       |            |               |
| 1985 | Zabójczy widok                         | T       |            |               |
| 1987 | W obliczu śmierci                      | T       |            |               |
| 1989 | Licencja na zabijanie                  | T       |            |               |
| 1990 | Szachownica                            | T       |            |               |
| 1992 | Kolumb odkrywca                        | T       |            |               |
| 2001 | As wywiadu                             | T       |            |               |